# Messe (skibsdel)
 For alternative betydninger, se Messe. (Se også artikler, som begynder med Messe)
Messe er betegnelsen for en del af (hvis ikke hele) skibsbesætningens fælles spiserum. På nogle (især militære) skibe kan der være indrettet officersmesser, der, som navnet siger, er forbeholdt skibets officerer.